# 周良书
周良书（1975年1月—），安徽肥东人，教育部青年长江学者，北京大学教授，贵州师范大学副校长。

## 生平
1996年本科毕业于安徽师范大学历史系，2002年于安徽师范大学获硕士学位，同年留校任教。2007年于北京师范大学获博士学位，随后在北京师范大学做博士后研究。2009年入职北京师范大学马克思主义学院，2012年晋升教授，曾任北京师范大学马克思主义学院副院长。2020年加盟北京大学，任马克思主义学院教授。
2023年4月，挂职担任贵州师范大学副校长。

## 学术贡献
主要从事中共党史、执政党建设研究工作。主持国家社科基金重大项目、国家社科基金重点项目等课题多项，发表学术论文140余篇。研究成果曾获教育部高等学校优秀成果三等奖、安徽省哲学社会科学优秀成果一等奖等奖励。

## 著作
- 《中国人民站起来了》（中共党史出版社，2011年）
- 《中共高校党建史（1921-1949）》（北京师范大学出版社，2012年）
- 《中国高校辅导员工作史论》（人民出版社，2016年）
- 《大党风范：中国共产党的作风建设》（中央文献出版社，2021年）
- 《党史书谈：阅读与写作的技艺》（广西师范大学出版社，2021年）